# St. Anna (Reichau)

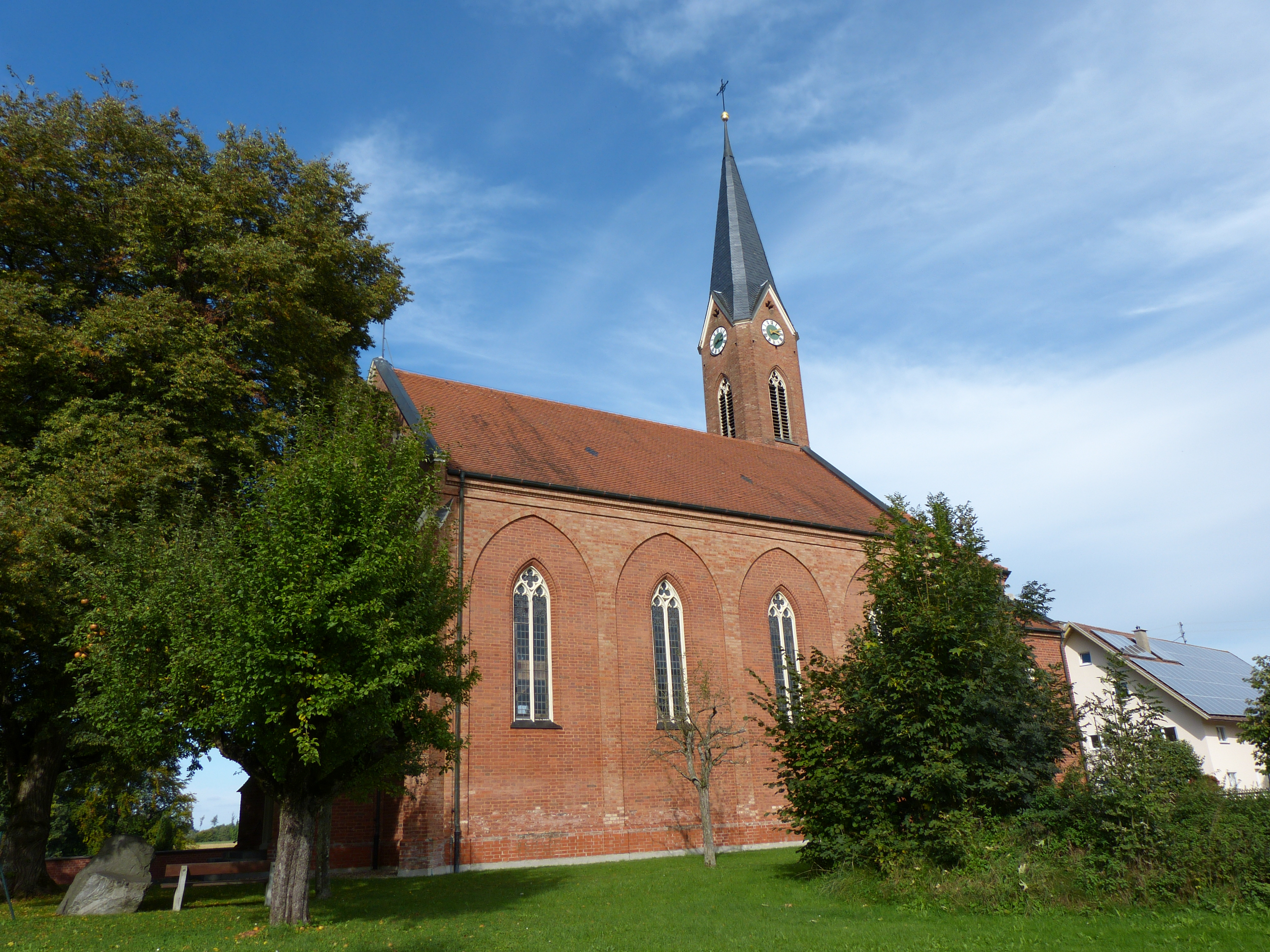
St. Anna, Reichau

Die römisch-katholische Kirche St. Anna befindet sich im oberschwäbischen Reichau, einem Ortsteil von Boos im Landkreis Unterallgäu in Bayern. Die Kirche steht unter Denkmalschutz.

## Lage
Die geostete Kirche liegt im Südwestteil des Ortes in einer Sackgasse, die von der Hauptstraße abzweigt. Sie trägt die Adresse Reichau 125. Der Friedhof liegt gegenüber der Kirche auf der anderen Seitenstraße.

## Baubeschreibung
Die Kirche ist ein unverputzter Ziegelrohbau im Stil der romantischen Neugotik und wurde 1868 bis 1869 von Max Treu errichtet.
Der Chor ist eingezogen, besteht aus einem Joch und besitzt einen 3/5-tel Schluss. Das Langhaus ist ein Saal zu vier Achsen. Beide Räume besitzen ein Kreuzrippengewölbe und spitzbogige, zweiteilige Maßwerkfenster. Im Westen befindet sich eine von Pfeilern getragene Empore mit einer Maßwerkbrüstung. Außen sind am Chor Strebepfeiler, am Schiff Spitzbogenblenden vorhanden. Vor dem Westportal befindet sich ein Vorzeichen mit einem Kreuzrippengewölbe. Der Turm befindet sich im nördlichen Winkel von Chor und Schiff. Im unteren Teil ist er quadratisch, das Oberteil ist als Oktogon gestaltet. Die Diagonalseiten sind schmäler, an den Hauptseiten befinden sich Giebel. Bekrönt wird der Turm von einem Spitzhelm. Die Sakristei befindet sich im südlichen Chorwinkel.

## Ausstattung
Die Ausstattung ist einheitlich neugotisch und besteht aus drei Altären, einer Kanzel, dem Chorgestühl, einer Kommunionbank, einem Taufstein, dem Laiengestühl, Beichtstühlen, Apostelfiguren, Kreuzwegreliefs und Standleuchtern. Die beiden Seitenaltäre sind von für die Zeit überdurchschnittlicher Qualität.
Die Holzfiguren der Kirche sind allesamt gefasst. Am nördlichen Seitenaltar befindet sich eine Statue des Heiligen Leopold aus dem Ende des 15. Jahrhunderts. Der südliche Seitenaltar besitzt eine Statue der Heiligen Anna selbdritt aus dem Anfang des 16. Jahrhunderts. Das Kruzifix aus dem Vorzeichen stammt aus der Zeit um 1700. Der Korpus des Vortragekruzifixes stammt aus dem späten 17. Jahrhundert.
An der Langhaussüdwand befindet sich in einem rundbogig geschlossenen Rahmen mit Rocaille-Schnitzerei ein Gemälde der Heiligen Familie. Es ist unten rechts mit Conradus Huber invenit es pinxit in Weißenhorn 1794 bezeichnet, unten links befindet sich unter einem Wappen die Inschrift mit Ex Dono Illmi S. R. J. Comitis Josephi Fugger Dnus. in Babenhausen.
An der Westwand ist ein aus Holz geschnitzter und gefasster Totenschild mit einem Wappenrelief für den letzten Bewohner der ehemaligen Burg in Reichau, Ritter Ulrich Schweickart von Reichau, zu sehen. Er trägt die Inschrift Anno 1542 den 2.ten tag Oktober starb der edel und fest Ulrich Schweickart vo Reichaw de Gott gnad. Sein Wappen ist ein Hinweis darauf, dass Ulrich der Reichsritterschaft angehörte.
Die Stelle der ehemaligen Burg in Reichau ist noch deutlich in Form eines eindrucksvollen Burgstalles, umgeben von einem mächtigen Halsgraben, ein Stück westlich der Kirche im Wald zu sehen.
Genaueres kann in der Chronik von Reichau von Herrmann Happ nachgelesen werden.